# 文庄村站
文庄村站位于中华人民共和国河南省新乡市长垣市赵堤镇，建于1985年。距新乡站113公里，距兖州站201公里。现为四等站。客运办理旅客乘降，行李、包裹托运；货运办理整车、零担货物发到，办理整车货物承运前保管。